# Shuanghe Dongqun
Shuanghedong (双河洞) ou réseau Shuanghedong (grotte de la double rivière) est un système karstique souterrain de plus de 417,7 kilomètres de cheminement cumulé,, situé près de la ville de Wenquan, dans le xian de Suiyang, préfecture de Zunyi, province de Guizhou. C'est la plus longue grotte de Chine,, et aussi la plus longue d'Asie, ainsi que la troisième grotte au monde à avoir atteint une longueur de plus de 400 kilomètres,,,,,,,,,.
Une expédition sino-japonaise, en 1987, puis une vingtaine d'expéditions spéléologiques sino-françaises ont été menées dans ce réseau où l'exploration continue.

## Caractéristiques physiques et biospéologiques
Ce système karstique souterrain s'est formé dans un massif de dolomie. La température moyenne dans les galeries est d'environ 13 degrés Celsius. La teneur moyenne en dioxyde de carbone est d'environ 400 ppm.
Au moins trois rivières souterraines parcourent ce réseau complexe et y forment de nombreuses cascades. La faune identifiée dans ces cours d'eau comprend des crevettes et des poissons, ainsi que des tétards, des salamandres et des grenouilles. Les biospéologues ont également recensé des insectes, araignées, sangsues, chauves-souris, ainsi que des champignons.
Des ossements de panda, ours, rhinoceros et stegodon ainsi qu'un grand félin ont été identifiés dans le réseau ou dans des cavités proches.

## Entrées du système
Ce système karstique souterrain possède 115 entrées, parmi lesquelles :
- 巴蕉树大风洞 Bajiaoshudafengdong
- 簸箕岩 Bojiyan
- 茶林大风洞 Chalindafengdong
- 穿洞湾神仙洞 Chuandongwanshenxiandong
- 大风洞 Dafengdong
- 大庆消坑洞 Daqingxiaokengdong
- 大田塘大风洞 Datiantangdafengdong
- 大田湾大消坑 Datianwandaxiaokeng
- 大土洞 Datudong
- 大土田角大风洞 Datutianjiaodafengdong
- 大屋基大风洞 Dawujidafengdong
- 洞堡垭口洞 Dongbaoyakou
- 洞天坑 Dongtiankeng
- 堆窝洞  Duiwodong
- 二羊花沟半坡大风洞 Eryanghuagoubanpodafengdong
- 根洞 Gendong
- 狗叫片风洞  Goujiaopianfengdong
- 何教洞  Hejiaodong
- 红顶岩 Hongdingyan
- 红罩子洞  Hongzhaozidong
- 黄瓜头洞  Huangguatoudong
- 黄家弯大风洞  Huangjiawandafengdong
- 黄家弯洞  Huangjiawandong
- 火土洞  Huotudong
- 火焰坪 Huoyanping
- 火焰坪大消坑 Huoyanpingdaxiaokeng
- 烂田坝洞 Lantianbadong
- 老硝洞 Laoxiaodong
- 猎熊消坑 Liexiongxiaokeng
- 龙潭子水洞  Longtanzishuidong
- 龙潭子水洞  Longtanzishuidong
- 路坎甲大风洞 Lukanjiadafengdong
- 罗教洞  Luojiaodong
- 落水孔  Luoshuikong
- 落燧石凼 Luosuishidang
- 麻黄洞  Mahuangdong
- 麻沙沟消水洞  Mashagouxiaoshuidong
- 皮硝洞 Pixiaodong
- 青岗林风洞 Qingganglinfengdong
- 上洞  Shangdong
- 衫林洞  Shanlindong
- 山王洞  Shanwangdong
- 石膏洞  Shigaodong
- 石萌子特别大风洞  Shimengzitebiedafengdong
- 双河水洞  Shuangheshuidong
- 水洞  Shuidong
- 酸枣洞  Suanzaodong
- 桃子树弯小坑 Taozishuwanxiaokeng
- 铜鼓皮硝洞  Tonggupixiaodong
- 团堆窝水洞  Tuanduiwoshuidong
- 瓦厂堡洞 Wachangbaodong
- 文家洞  Wenjiadong
- 下洞  Xiadong
- 响水洞  Xiangshuidong
- 小风洞 Xiaofengdong
- 消坑凼大风洞  Xiaokengdangdafengdong
- 消坑湾大消坑  Xiaokengwandaxiaokeng
- 小龙洞  Xiaolongdong
- 小龙缝 Xiaolongfeng
- 小水洞  Xiaoshuidong
- 辛家湾大消坑  Xinjiawandaxiaokeng
- 辛家湾凉风洞  Xinjiawanliangfengdong
- 熊华塘洞  Xionghuatang
- 羊胡子后大风洞 Yanghuzihoudafengdong
- 羊胡子南大风洞 Yanghuzinandafengdong
- 羊胡子上洞 Yanghuzishangdong
- 杨家沟大消坑 Yangjiagoudaxiaokeng
- 岩明大湾大火岩  Yanmingdawandahuoyan
- 岩明大湾里头大消坑 Yanmingdawanlitoudaxiaokeng
- 阴河洞  Yinhedong
- 曾教洞  Zengjiaodong
- 张教湾凉风洞  Zhangjiaowanliangfengdong
- 湛教穿洞 Zhanjiaochuandong
- 紫巢窝洞  Zichaowodong